# عبد الله مال الله
عبد الله مال الله (25 نوفمبر 1988 -) إعلامي وممثل كويتي.

## حياته ومشواره المهني
ولد في الكويت هو الأخ الأكبر لاربع أشقاء أحمد مال الله المذيع  محمد المهندس وعلي الدكتور وفاطمة، حاصل على بكالوريوس إعلام من جامعة الكويت كانت بدايته عام 2006 من خلال قناة الراي حيث كان مرشحاً لتقديم برنامج «رايكم شباب»، فخضع لدورة تدريبية في «الراي» تحت إشراف إعلاميين ذوي خبرة ثم وقع الاختيار عليّه لبرنامج بعدما تلقى اتصالا من قبل تلفزيون «الراي» وأخبروه بأنه تمت الموافقة لأن يكون معهم في تقديم برنامج أطفال، بعنوان «استديو الابطال» مع زميلته مشاعل عقيل، ورغم تخوفه لكنه من خلال هذا البرنامج صنعُ شعبية بين الأطفال ومن ثم قدم برنامج «رايكم شباب» عام 2011 عاد بعدها لستديو الأبطال لعام واحد ثم قدم برنامج «خيمة الراي»
عام 2009 إنتقل للتمثيل حيث شارك في عدة أعمال مسرحية ضمن مسرح الطفل مع فريق «ستيج جروب» واصفا بأن التمثيل يحتاج لدراسة وخبرة ، في العام 2017 إنتقل لتقديم برنامج رياضي أسبوعي بعنوان «ال18» وهو برنامج رياضي شامل ومتنوع حيث الحوار والتحليل والرؤى، ويطرح القضايا الرياضية المحليّة، والإقليميّة والعالميّة، وتحلّلها نخبة من المحلّلين الرياضيّين المشهورين في الساحة كما قدم برامج مسابقات منوعة خلال شهر رمضان المبارك منها كراج عبد الله، الدروازة، راجو. أصبحا وجها إعلانيا لعيادة لتجميل الأسنان، كما قدم العديد من الأحداث الفنية التي أقيمت في دولة الكويت
شبهه البعض بالفنان بشار الشطي كما ظهر معه في أغنيته المصورة «جديد في جديد»

### تعرضه للإصابة ودخوله المستشفى

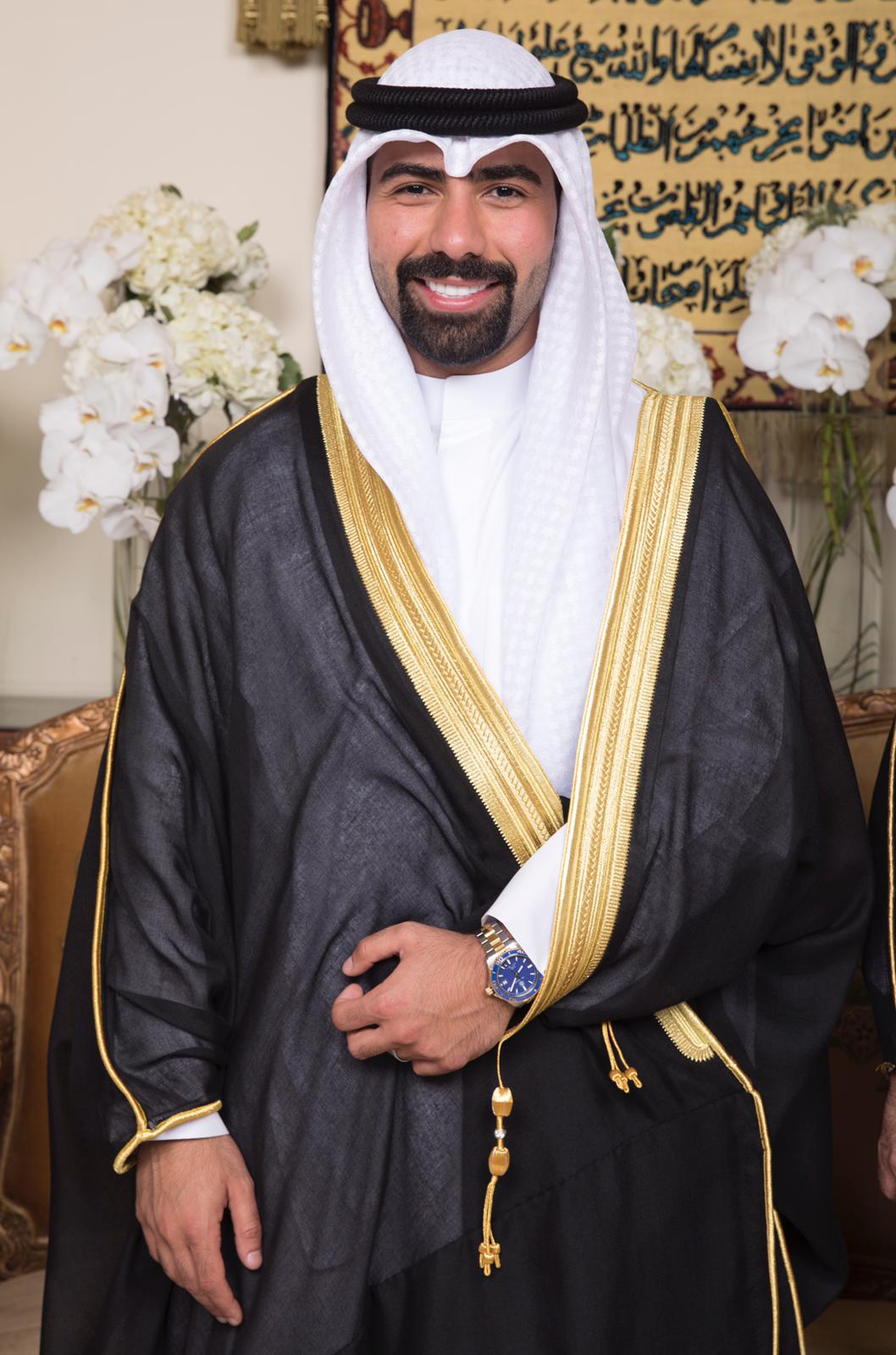
عبد الله في حدث ما

عام 2011 تعرض لإصابة أثر مباراة لكرة القدم بعدما أصابه أحد اللاعبين من الخلف، ما أثّر على ركبته ووقع على الأرض. فتم نقله فورها إلى المستشفى ليخبره الطبيب بضرورة إجراء لعملية « الرباط الصليبي والغضروف»، ومع ذلك تجاهل الألم واكتفى بوضع «المرهم» المخفف للآلام حتى أنهى فترة اختباراه في الجامعة. ومع مرور الأيام بدأ يشعر خلال المشي أن ركبتيه بدأتا تنفصلان عن بعضها البعض، كما أن الألم قد زاد لدرجة أنه أصبحت عاجراً عن الجري كما في السابق أو. فقرر حينها دخول المستشفى وإجراء العملية بأسرع وقت ممكن بعدما اخبره الطبيب المشرف على حالته أن الوضع قد يتأزم أكثر لو ماطلت بإجراء العملية غاب بعدها لأسبوع ثم عاد لعمله.

### حياته الأسرية
في الثاني والعشرين من مايو عام 2017 تزوج من زميلته الإعلامية أسرار السعيد في قناة الراي بعد أن ارتبطا بعلاقة حب رزق منها بابنته شيخة

## أعماله

### في تقديم البرامج
| البرنامج       | عرض على        | العام      |
| -------------- | -------------- | ---------- |
| استديو الأبطال | (قناة الراي)   | 2007-2011  |
| رايكم شباب     | (قناة الراي)   | 2011       |
| استديو الأبطال | (قناة الراي)   | 2012       |
| نصيبك يصيبك    | (قناة الراي)   | 2013       |
| خيمة الراي     | (قناة الراي)   | 2012-2013  |
| كراج عبد الله  | (قناة الراي)   | رمضان 2014 |
| مسائي          | (قناة الراي)   | 2014       |
| الدروازة       | (قناة الراي).  | رمضان2015  |
| راجو           | (قناة الراي)   | رمضان 2016 |
| ال 18          | (قناة الراي)   | 2017-      |
| ليالي الفطر    | (قناة الراي)   | 2017       |
| سراي           | (قناة العدالة) | 2020       |
| ياهلا سين جيم  | (قناة الكويت)  | 2025       |

### في التمثيل

#### في المسرح
| سنة الإنتاج | المسرحية            | الشخصية |
| ----------- | ------------------- | ------- |
| 2009        | فايتي وسبيدي        |         |
| 2010        | حسان والأميرة أشجان |         |
| 2011        | قرية الحب           |         |
| 2011        | عودة شيزبونة        |         |
| 2012        | مدينة البطاريق 1    |         |
| 2013        | مدينة الزنوج        |         |

## جوائز وتكريمات
- الكويت:2016 تكريم من وزير الإعلام الكويتي في معرض إكسبو 965 للمعارض التراثية والحرفية